# Szymon Dzierzgowski

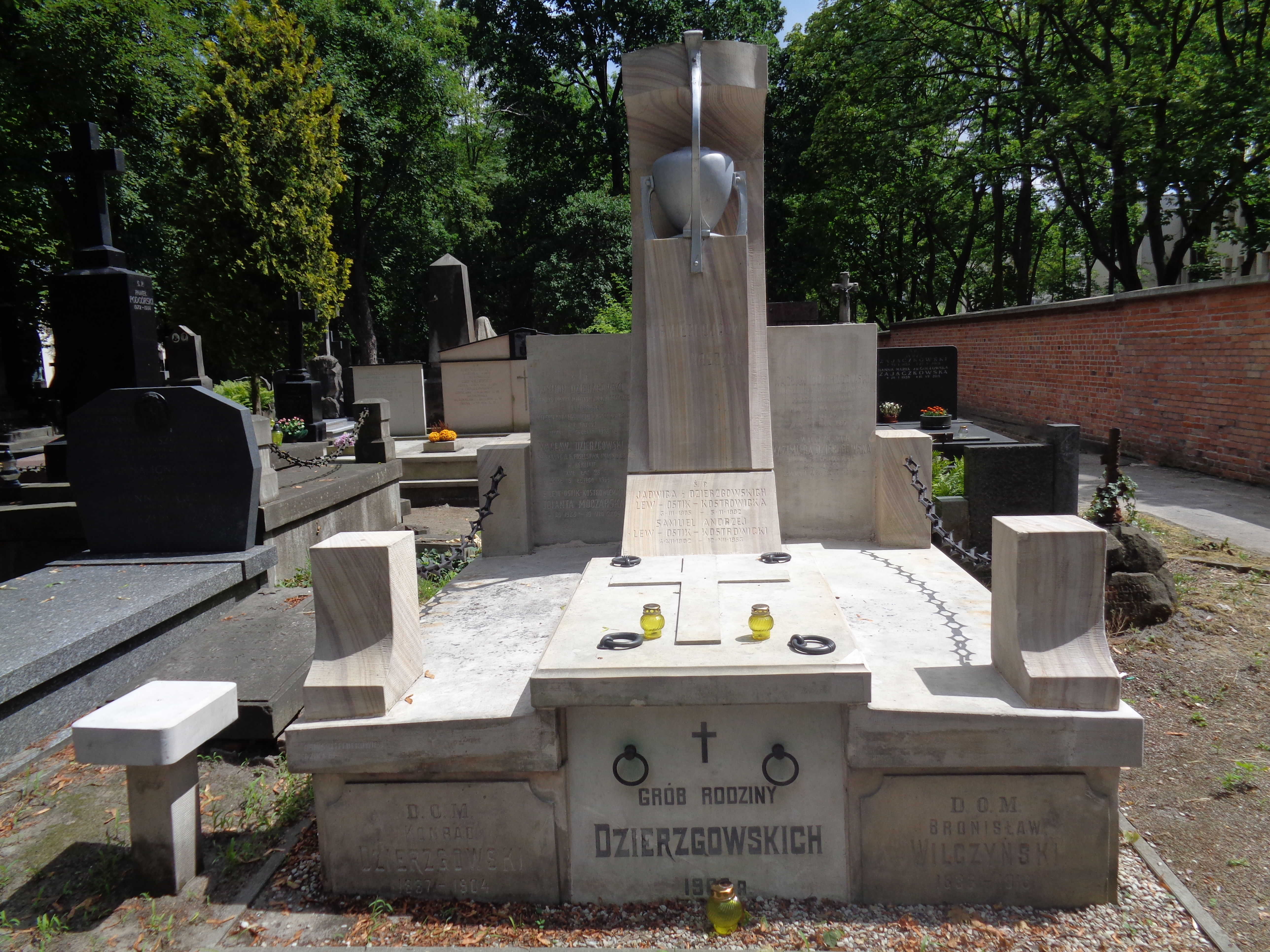
Grób Szymona i Wacława Dzierzgowskich na cmentarzu Powązkowskim

Szymon Dzierzgowski (ur. 27 października 1866 w Radomicach, zm. 6 grudnia 1928 w Warszawie) – polski chemik, higienista, myśliciel polityczny i monarchista. Wywodził się po kądzieli z senatorskich rodów Hutten-Czapskich.

## Wykształcenie i praca zawodowa
Ukończył Politechnikę w Zurychu, a w 1900 roku uzyskał doktorat z filozofii na Uniwersytecie w Zurychu. Po zakończeniu studiów objął kierownictwo Wydziału Higieny Cesarskiego Instytutu Medycyny Eksperymentalnej w Petersburgu, a w okresie I wojny światowej był dyrektorem tego instytutu. Po wybuchu Rewolucji Październikowej powrócił do Polski i podjął pracę na Uniwersytecie Warszawskim. Od 1912 członek rzeczywisty Towarzystwa Naukowego Warszawskiego, od 1921 członek korespondencyjny Polskiej Akademii Umiejętności.

## Działalność polityczna
W lipcu 1917 roku został członkiem Rady Polskiej Zjednoczenia Międzypartyjnego w Moskwie. Swą działalność polityczną zainicjował wstępując do Straży Narodowej płk. Czesława Mączyńskiego, później działał w ruchu monarchistycznym. W styczniu 1924 założył pismo "Pro Patria", wkrótce został prezesem Zarządu Tymczasowego Obozu Monarchistów Polskich, a od 27 lutego 1926 wicemarszałkiem Rady Naczelnej Zjednoczenia Monarchistów Polskich. Należał do członków II stopnia tajnej organizacji faszystowskiej Zakon Rycerzy Prawa, założonej po zabójstwie prezydenta Gabriela Narutowicza, której celem było przeprowadzenie przewrotu na wzór włoski. Podczas przewrotu majowego Dzierzgowski wziął czynny udział w obronie rządu Wincentego Witosa, w rezultacie czego przez kilka tygodni był więziony.

## Poglądy
W swej argumentacji na rzecz monarchii odwoływał się do socjobiologii, twierdząc, że ustrój monarchiczny jest najbardziej zgodny z biologicznymi prawami, które rządzą światem organicznym. Według Dzierzgowskiego biologiczny instynkt samozachowawczy krystalizuje się w instytucji rodziny dając początek rodowi, plemieniu, narodowi, a w końcu państwu. Instynkt samozachowawczy znajduje też wyraz w miłości rodziców do potomstwa, co na poziomie politycznym odzwierciedla się w stosunku monarchy do poddanych.
Został pochowany w grobowcu rodzinnym na cmentarzu Powązkowskim w Warszawie (kwatera 173, rząd 6, miejsce 33, 34).
Jego bratem był Wacław Dzierzgowski (1865-1927, polski urzędnik ministerialny w II Rzeczypospolitej).

## Wybrane prace
- Demokracja i monarchia (Warszawa 1925)
- Wyjaśnienie naszych programowych tez politycznych, ("Pro Patria" 1927 passim)
- Król źródłem władzy ("Pro Fide Rege et Lege" 2/1927, 3/1928)